# Reforma urbana

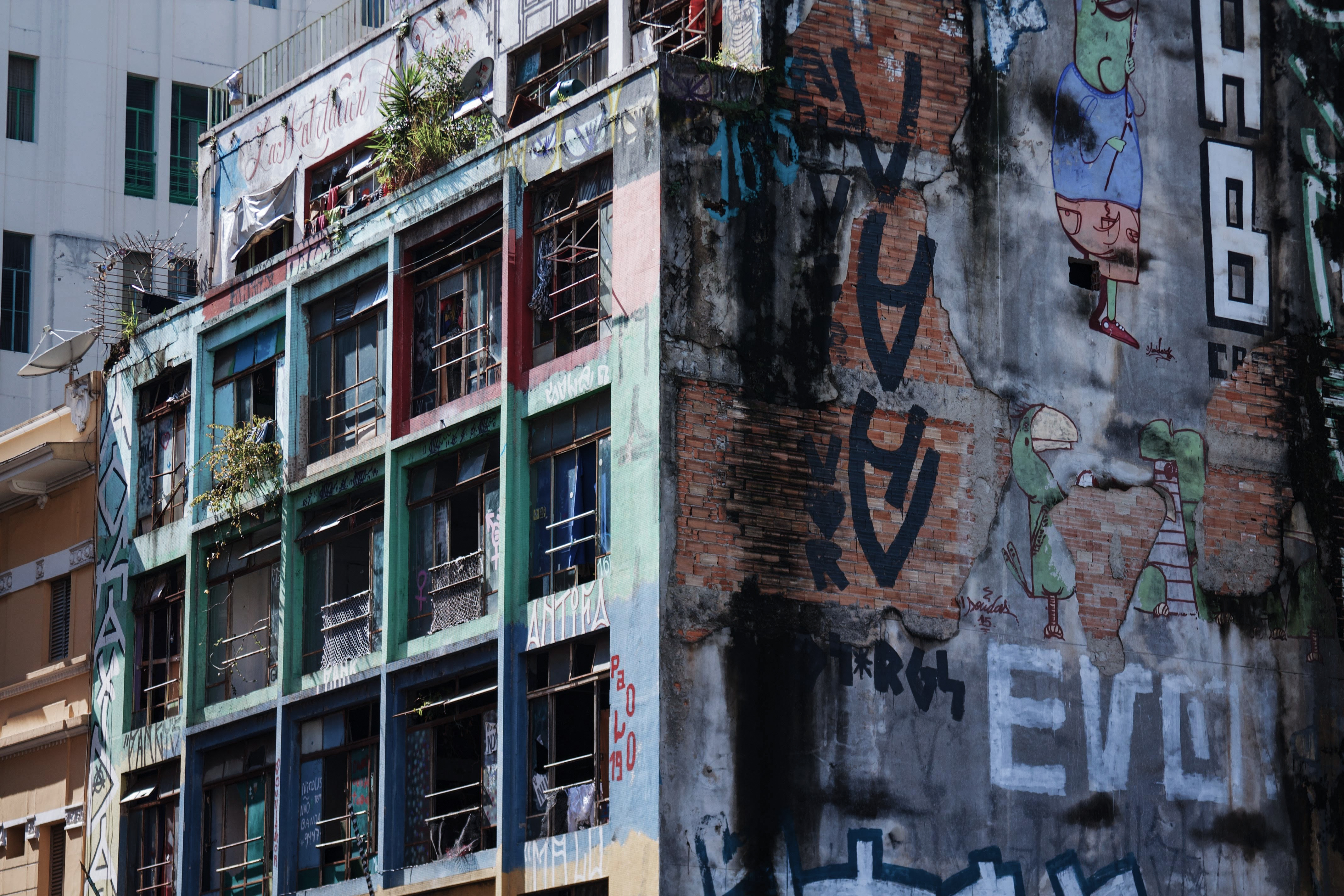
Um prédio abandonado e ocupado em São Paulo. As leis brasileiras preveem mecanismos que permitiriam ao poder público assumir a posse de imóveis abandonados e destina-los para um novo uso adequado, mas isso raramente acontece.

Reforma urbana é um termo usado, principalmente no Brasil, para definir um conjunto de políticas públicas e ações de readequação das cidades que tem por objetivo modificá-las promovendo o acesso de todas as camadas da sociedade a sua estrutura e seus benefícios. Isso inclui políticas de habitação, mobilidade urbana e serviços públicos, além do próprio uso da terra, estando diretamente ligado ao direito à cidade.
Genericamente, o termo reforma urbana poderia incluir qualquer transformação urbana. A grosso modo, poderiam ser chamadas assim desde ações urbanas efetivas até revitalizações e reformas higienistas como a renovação de Haussmann em Paris. Entretanto, especialmente no âmbito acadêmico e nos movimentos sociais, estas reformas costumam receber outros nomes enquanto que a reforma urbana se refere apenas a política social.

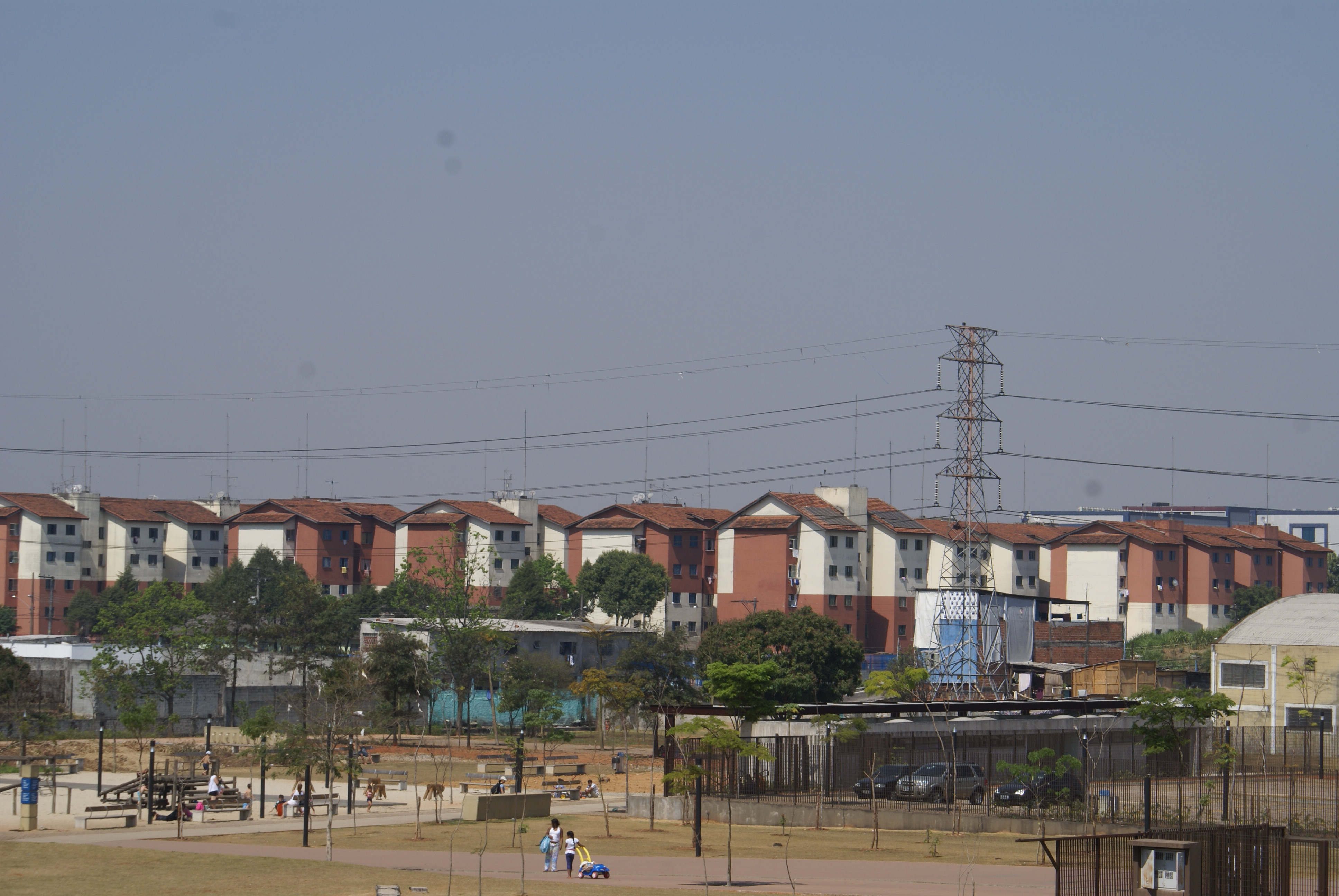
Prédios do "Cingapura" em São Paulo, um programa de habitação de interesse social da prefeitura. Os edifícios são separados do ambiente urbano, desconectados da cidade e de seus serviços. A reforma urbana está diretamente ligada ao direito à cidade, que não inclui apenas a habitação, mas o próprio uso da cidade.

A luta por uma reforma urbana que contemple toda a sociedade é uma demanda histórica dos arquitetos e urbanistas, apesar de seus efeitos se estenderem a toda a população. Em geral, é menos conhecida que outras reformas estruturais, como a agrária e a tributária, porém pode ser considerada tão importante quanto essas. O movimento pela reforma urbana considera em sua pauta as disputas e desigualdades no acesso ao solo urbano, e constantemente entra em conflito com os interesses particulares, em especial do capital especulativo imobiliário, e por isso suas implementações são difíceis de serem realizadas.

O debate sobre a reforma urbana no Brasil ganhou força a partir dos anos 1960, quando esteve entre as reformas de base propostas pelo presidente João Goulart. Na constituição de 1988, algumas demandas da reforma urbana foram atingidas, sendo que em 2001 foi sancionado o Estatuto da Cidade, documento que criou uma série de mecanismos jurídicos para a aplicação das políticas urbanas. Entretanto, essas políticas ainda não são aplicadas efetivamente, e a luta por cidades mais democráticas e participativas segue até os dias atuais. 

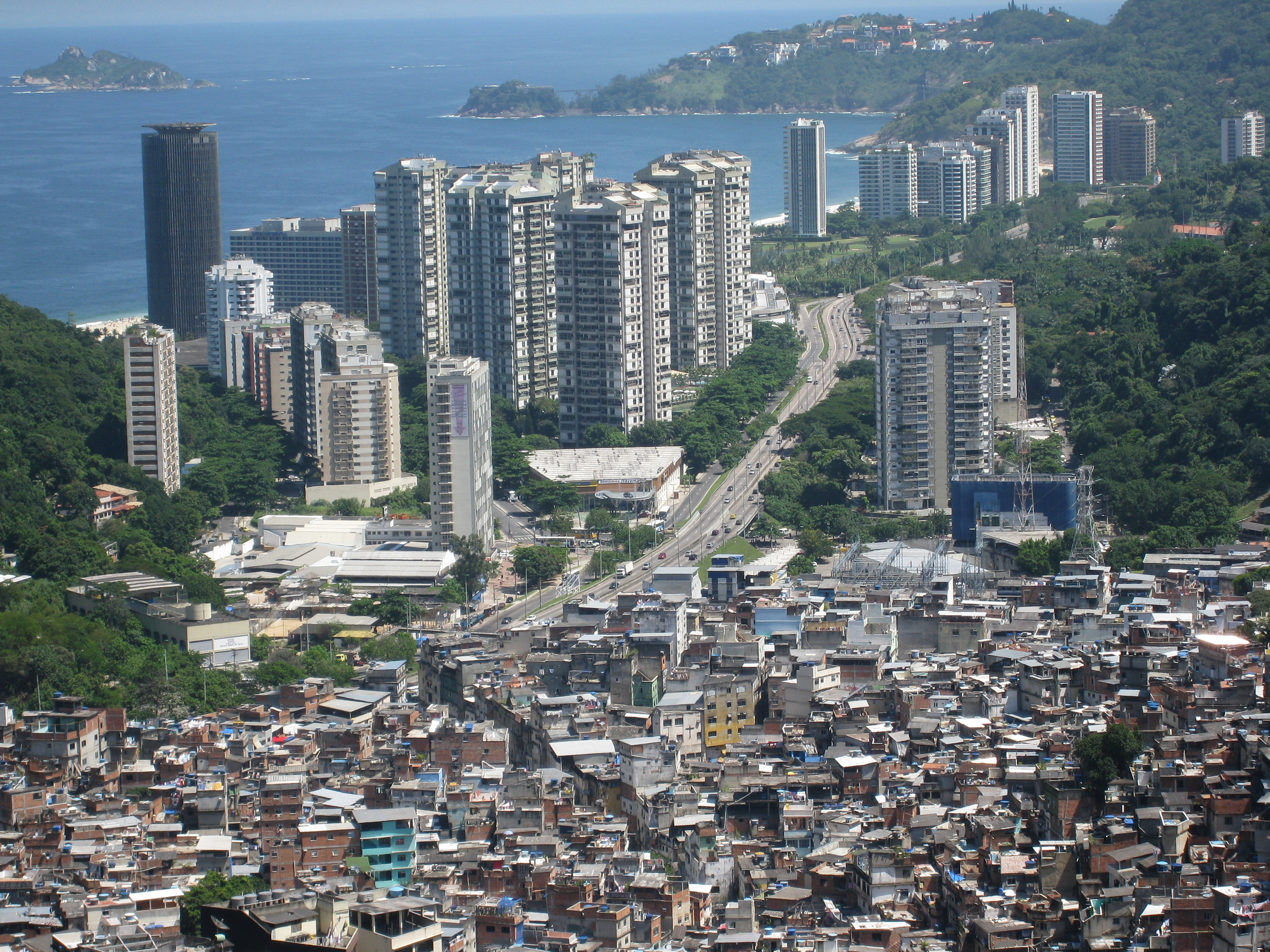
A Rocinha e os prédios de São Conrado, no Rio de Janeiro. A origem da posição geográfica de muitas comunidades reflete a desigualdade socioespacial: ora em locais próximos a cidade formal, onde ficava o emprego, o lazer e a infraestrutura pública, mas segregados, ora distantes devido ao preço da terra ser mais valorizado próximo aos núcleos urbanos.

## Reforma urbana no Brasil

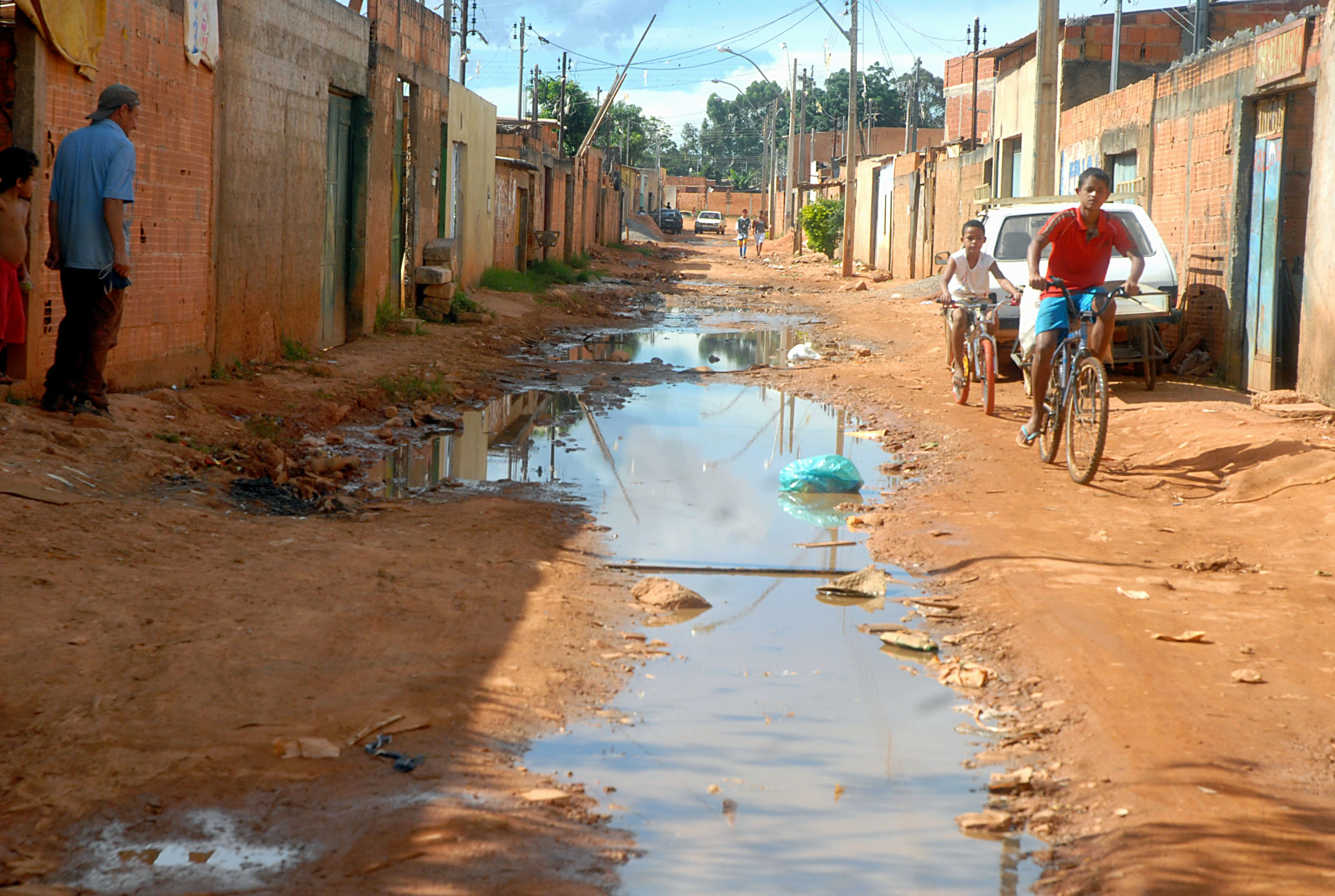
Uma rua do bairro Cidade Estrutural, no SCIA, Distrito Federal, Brasil. A luta pela infraestrutura nas regiões periféricas é uma das pautas da reforma urbana.

No Brasil, as reformas urbanas que transformam espaços da cidade por iniciativas pontuais, sem grande participação popular, são chamados de "revitalizações", "renovações" ou mesmo "urbanizações". Estas reformas muitas vezes geram críticas de especialistas em urbanismo, pois geralmente são voltados para as classes mais ricas, ou são "maquiagens" para tornar a cidade mais agradável ao olhar destas classes, ou ainda geram efeitos gentrificadores, expulsando populações, em geral as mais pobres, de áreas já ocupadas por elas.
Já o termo Reforma Urbana é mais usado para definir o conjunto de ações destinada a tornar as cidades mais democráticas e participativas, sendo, portanto, uma política social, estando nas mesmas condições de outras reformas como a agrária. A reforma urbana enquanto política pública pretende mudar a lógica atual das cidades, que atualmente acaba segregando populações e regiões, dificultando o acesso a serviços básicos e garantindo ganhos financeiros apenas a uma pequena parcela da população.
Dentro das lutas da reforma urbana estão o direito a moradia - mas não apenas isso, o direito a moradia digna, conectada a cidade e aos seus serviços; o combate a especulação imobiliária e aos imóveis e terras ociosas no meio urbano, visto que estes não contribuem para o desenvolvimento da cidade; a contenção do crescimento desordenado; a ampliação das infraestruturas públicas e ações na mobilidade urbana.
Durante anos, a luta por uma reforma urbana que contemplasse toda a sociedade passou por altos e baixos e chegou ao seu ápice quando algumas de suas pautas foram registradas na Constituição Federal de 1988 e na Lei 10.257 de 2001, que ficou conhecida como o Estatuto da Cidade. Porém, as dificuldades em implementar as reformas continuam, mesmo com o respaldo legal, devido a vários fatores, como a crise econômica, o desconhecimento das leis e o conflito de interesses particulares que existe em todas as cidades.

## Histórico

### A urbanização brasileira e o surgimento da luta pela reforma urbana

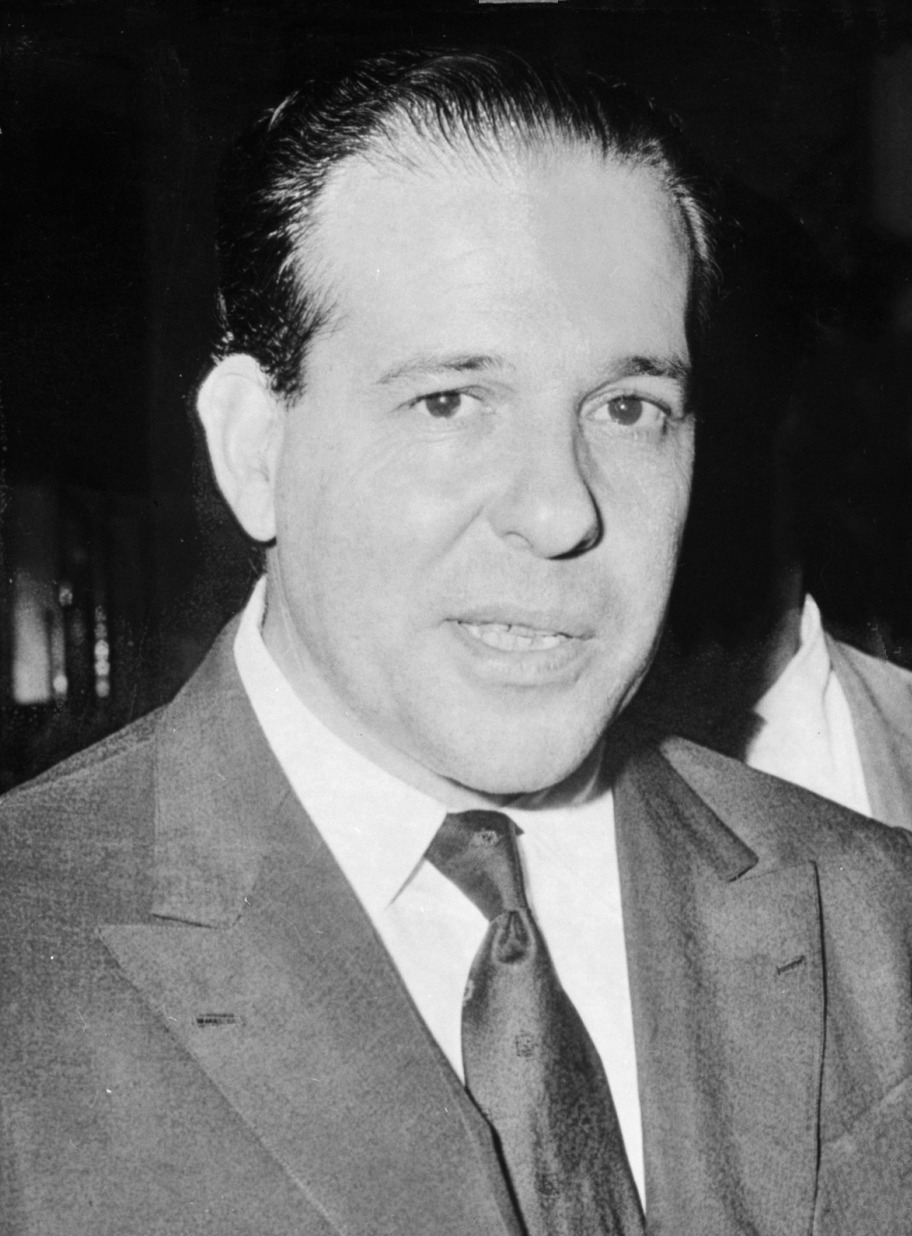
A reforma urbana estava entre as reformas de base propostas por João Goulart

O Brasil passou por um rápido e dramático processo de industrialização e urbanização, especialmente durante os anos da Guerra Fria. As cidades brasileiras cresceram desordenadamente, gerando a formação de áreas periféricas, sem acesso a serviços básicos e distante dos núcleos urbanos onde se concentram serviços, lazer e empregos. Entre a década de 1940 e a de 1990, a população urbana foi de 31,2% para 75%, subindo ainda mais nos últimos anos.
A primeira proposta de reforma urbana no Brasil foi definida em um Seminário de Habitação e Reforma Urbana em 1963. Nela, se incorpora o conceito da propriedade ociosa como ilegítima por não cumprir sua função, conceito esse vindo da reforma agrária. Alguns anos antes, em 1953, um Congresso de Arquitetos pedia um ministério especializado em habitação e urbanismo. Esses são os primeiros registros das pautas da reforma urbana, que, no Governo João Goulart, reapareceria entre as reformas de base propostas pelo presidente, junto com outras reformas estruturais como a reforma fiscal e a reforma agrária - entretanto, o impacto dela era bem menor do que esta ultima, por exemplo.
No entanto, com o golpe militar em 1964, essas pautas enfraqueceram e as reformas foram engavetadas. O regime militar cria suas própria políticas urbanas, que incluem, por exemplo, construção de habitações em massa e remoção de favelas através do Banco Nacional da Habitação, e tinha como objetivo principal a criação de empregos na construção civil e não levava em conta a democratização das cidades. Uma das poucas políticas públicas do regime foi a criação da Comissão Nacional de Política Urbana e Regiões Metropolitanas (CNPU). Após a transformação dessa comissão em Conselho Nacional de Desenvolvimento Urbano (CNDU), houve uma tentativa, em 1976, de um anteprojeto de uma lei de desenvolvimento urbano. Esse anteprojeto vazou para a imprensa, que afirmava em suas manchetes que o regime pretendia "socializar" o solo urbano, o suficiente para o governo recuar.
Ainda na década de 1970, a aprovação da Lei Federal nº 6.766, de 1979, define um marco conceitual da função social da propriedade para regular o parcelamento do solo urbano e fornecendo elementos para a regularização de assentamentos informais consolidados nas áreas urbanas. Foi uma das primeiras leis nesse tema, aprovada sob forte mobilização popular, mesmo no período ditatorial.
O anteprojeto do CNDU retorna, mais brando, em 1983, devido a preocupação do regime de que novos lideres de oposição emergissem ou fossem apoiados pela população devido a questão urbana. O projeto - que tinha vários pontos em comum com a proposta popular que seria futuramente enviada a Assembleia Constituinte - mais uma vez foi rechaçado pela mídia e por setores conservadores da sociedade, que, entre outras coisas, acusava o projeto de acabar com o direito de propriedade. A lei acabou nunca sendo posta em votação no Congresso.
Ao longo da década de 1980, a reforma urbana entrou novamente em pauta. Surge um Movimento Nacional de Reforma Urbana, que reúne movimentos sociais, associações de profissionais, entidades sindicais, entidades acadêmicas e de pesquisa, ONGs, setores da Igreja Católica, servidores públicos, além de prefeitos e parlamentares progressistas. Esse movimento põe a reforma urbana novamente sob holofotes, ganhando um maior apelo durante os debates e articulações da Constituição Federal de 1988.

### Da Constituição de 1988 ao Estatuto da Cidade

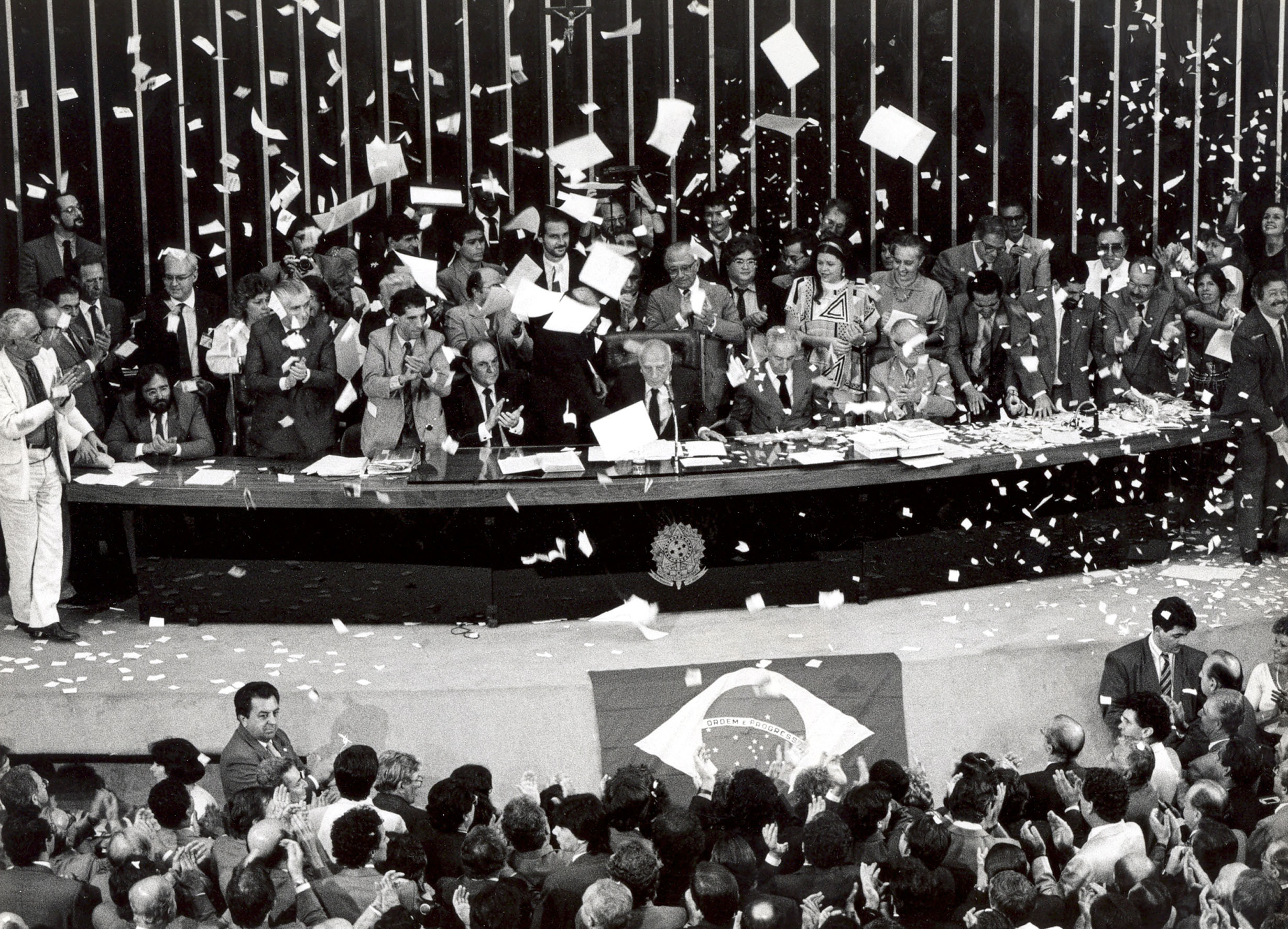
Promulgação da Constituição Federal do Brasil em 1988, que, pela primeira vez, trazia um capítulo dedicado a política urbana

Com uma nova Constituição Federal prestes a ser criada, o Movimento Nacional de Reforma Urbana organiza uma agenda com os principais pontos referentes a reforma urbana para criar uma proposta de Emenda Constitucional de Iniciativa Popular que foi apresentada à Assembleia Nacional Constituinte.
Essa emenda tinha sido formulada, discutida, disseminada e assinada por mais de 100 mil organizações sociais e indivíduos envolvidos no Movimento Nacional de Reforma Urbana. Ela pedia a autonomia do governo municipal, a gestão democrática das cidades; o direito social de moradia; direito à regularização de assentamentos informais consolidados; a função social da propriedade urbana; e o combate à especulação imobiliária nas áreas urbanas. Apesar do texto final ter tido mudanças em relação a proposta de emenda, a Constituição Federal brasileira passa a contar com um capítulo dedicado ao tema das cidades e incorporar a função social da propriedade no seu texto, apesar deste depender de uma regulação específica e do plano diretor.
O Fórum Nacional da Reforma Urbana (FNRU) é criado em 1987 para promover a reforma urbana e consolidar as diversas iniciativas existentes. Nos anos 1990, diversas entidades surgem na luta pela moradia, como o Movimento Nacional de Luta por Moradia (MNLM), a União Nacional por Moradia Popular (UNMP), a Confederação Nacional de Associações de Moradores (Conam) e a Central dos Movimentos Populares.
Durante os anos 1990, diversas experiências em gestão e orçamento participativo são realizadas no Brasil, aproveitando a constituição recém-reformada. Cidades como Porto Alegre, Santo André, Diadema, Recife e Belo Horizonte se destacaram nesse aspecto. Entretanto, a Constituição não especificava como aplicar sua novas regras, e os movimentos sociais se dedicavam a aprovar a regulação específica para isso: o Estatuto da Cidade. A tarefa não foi fácil, com muitos setores da sociedade indo contra as propostas de lei, em especial os representantes da construção civil e do setor imobiliário, o que fez com que o projeto de lei ficasse paralisado por anos.
Em 2000, o direito social de moradia foi aprovado pela Emenda Constitucional nº 26. E em 2001, após mais de dez anos de negociação, foi a vez da Estatuto da Cidade, a Lei 10.257, uma das leis mais avançadas do mundo em se tratando de direito urbanístico. O Estatuto regulamentou e expandiu os dispositivos constitucionais sobre política urbana, e inclui diretrizes e preceitos sobre planos e planejamento urbano, gestão urbana e regulação estatal, fiscal e jurídica, regularização de propriedades informais, participação social no planejamento urbano, orçamentos, leis complementares, parcerias público-privadas, entre outros. A unificação de tantas diretrizes sob um único nome tornou mais fácil o acesso a lei e o entendimento das pessoas, porém sua efetiva aplicação depende do interesse público, em especial o municipal, que muitas vezes não existe.

### Da criação do Ministério das Cidades a atualidade

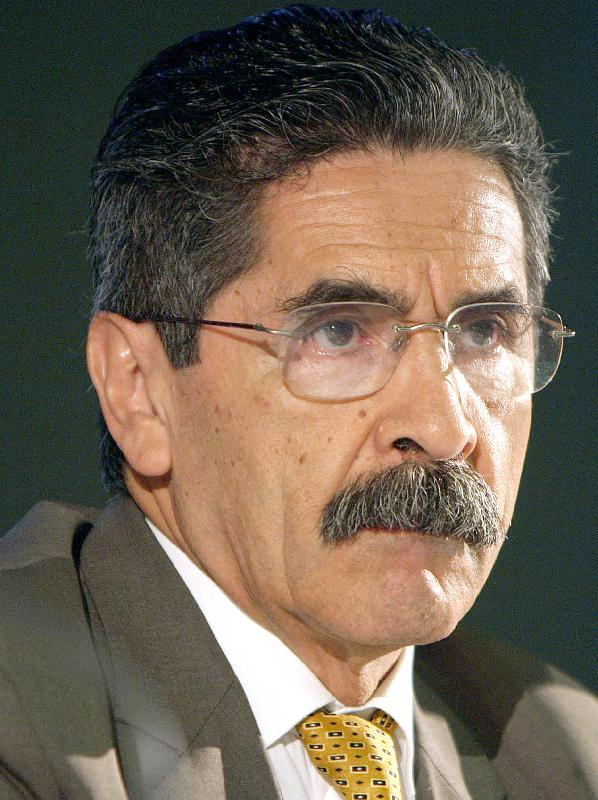
Olívio Dutra foi o primeiro Ministro das Cidades.

Em 2003, com o início do governo de Luiz Inácio Lula da Silva, o Ministério das Cidades foi criado, o que era uma outra demanda antiga do movimento pela reforma urbana. O primeiro ministro foi Olívio Dutra. Entre 2003 e 2005, o investimento em habitação e saneamento na esfera federal é retomado e leis instituindo o marco regulatório do Saneamento Ambiental e a criação do Fundo Nacional de Habitação de Interesse Social, cujo projeto de lei tramitava desde 1991. Também é criado o Conselho Nacional das Cidades. Durante a fase em que o governo convocou grandes conferências temáticas, foram realizadas três Conferências Nacionais das Cidades, em 2003, 2005 e 2007.
Na segunda gestão de Lula, iniciada em 2007, são lançados o Programa de Aceleração do Crescimento (PAC) retomando investimentos nas áreas de habitação e saneamento e o Programa Minha Casa, Minha Vida (PMCMV), lançado em 2009, que apesar de focar na construção civil com o objetivo de aquecer o mercado da área e gerar empregos, tem um montante destinado a financiar a habitação social. O PMCMV acaba tendo seus projetos pautados pela iniciativa privada, com loteamentos e condomínios erguidos longe dos centros urbanos e desconectados das cidades, gerando críticas de urbanistas como Erminia Maricato. Enquanto isso, o Minha Casa Minha Vida - Entidades, modalidade do PMCMV pautada por cooperativas habitacionais, que já recebia pouca atenção durante os governos Lula e Dilma, foi praticamente paralisada durante os cortes da gestão de Michel Temer e ainda teve reportagens midiáticas desqualificando o programa.
No campo das leis, em 2012 houve a sanção da Política Nacional de Mobilidade Urbana, institucionalizando a mobilidade urbana como um direito, e em 2015 a criação do Estatuto da Metrópole, que altera alguns pontos do Estatuto da Cidade para normatizar diretrizes sobre aglomerações urbanas e regiões metropolitanas.
O Ministério das Cidades acabou sofrendo um declínio de sua importância nos governos de Dilma e Temer, tendo suas secretárias assumidas por projetos políticos distintos, fazendo com que a integração entre políticas urbanas, a meta da pasta, se perdesse. Em 2019 o governo de Jair Bolsonaro extinguiu este ministério durante sua reforma ministerial, com suas funções passando a outras pastas. Mesmo com esse declínio de importância, ainda assim a extinção foi criticada por especialistas da área urbana e prefeitos.

## As pautas da reforma urbana
Dentro da luta pela Reforma Urbana estão uma série de pautas com o objetivo comum de reorganizar as cidades permitindo o acesso e uso da estrutura destas por toda a população. Isso inclui desde ferramentas de controle do uso da terra e de combate a especulação até o incentivo ao transporte de massa que ligue diferentes partes de uma metrópole e permita o deslocamento rápido da população.

### O uso da terra urbana: inclusão territorial e combate a práticas prejudiciais

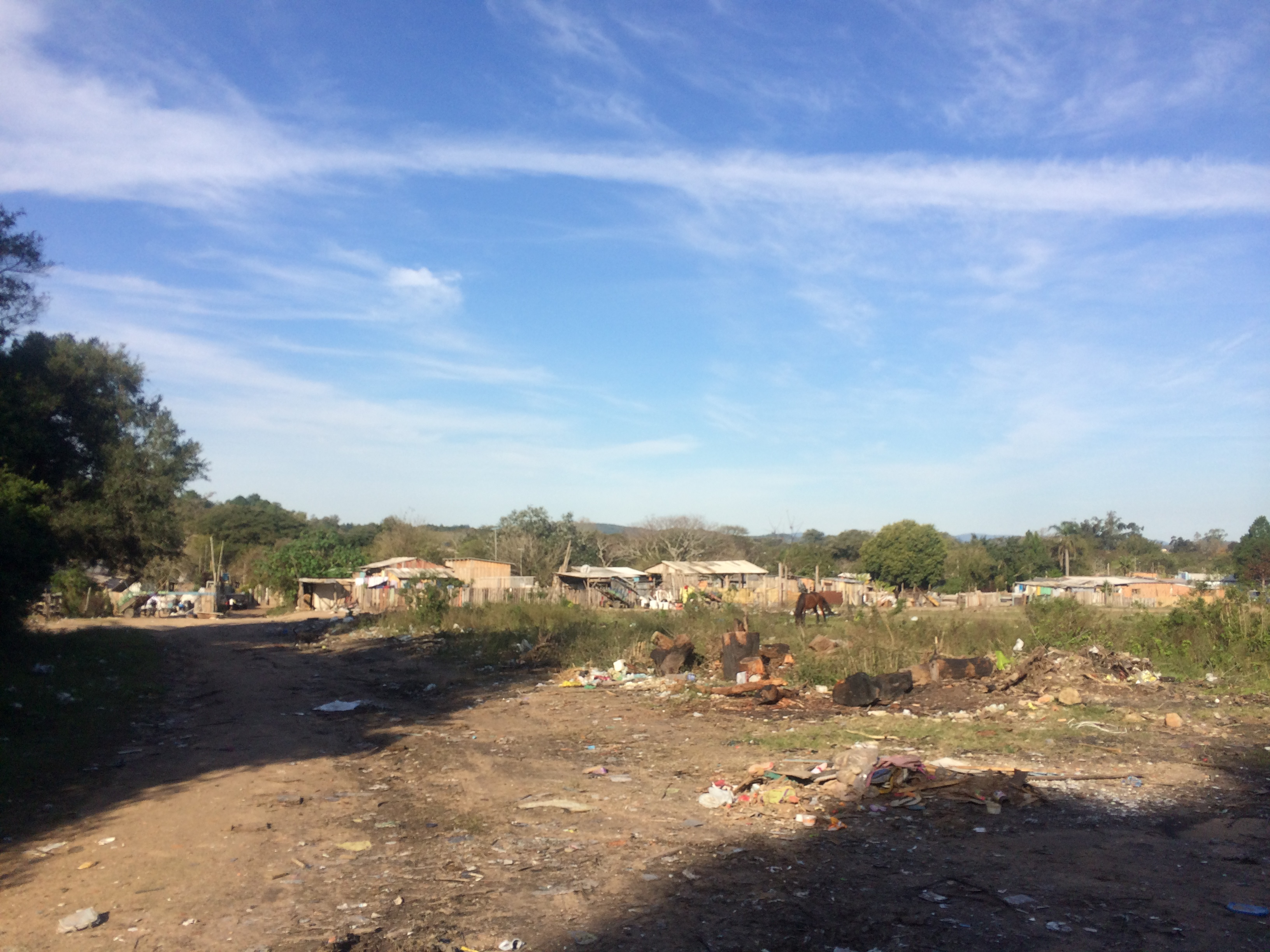
Ocupação de um terreno ocioso em Porto Alegre. Uma das pautas da reforma urbana é o fim dos terrenos ociosos através de mecanismos como o IPTU progressivo, que prevê que, em um determinado tempo, a terra possa ser desapropriada para cumprir sua função social.

A terra, transformada em um dos produtos mais valiosos dentro do sistema capitalista, passa a ser especulada e ter seu preço atrelado a infraestrutura e localização. Temos, então, nas áreas com mais infraestrutura, um preço maior. Paralelamente, temos nas cidades áreas segregadas, afastadas dos núcleos urbanos, além de condomínios fechados desconectados da cidade, projetados para garantir segurança aos moradores, mas que em seu isolamento tornam as cidades ainda mais inseguras. Soma-se a isso o déficit habitacional: em algumas áreas do país, faltam moradias, como no Maranhão; em outras, há mais moradias do que gente precisando, como é o caso de São Paulo. As ocupações de imóveis vazios surgem na esteira desse problema, que é mais um direito que não é efetivamente garantido: o direito a habitação.

A reforma urbana pretende reduzir as práticas da especulação imobiliária, em especial quanto aos terrenos e imóveis ociosos, que não cumprem a função social da propriedade prevista na Constituição. Para isso, algumas ferramentas como o IPTU progressivo, cuja taxa aumenta conforme o tempo passa, estão começando a ser usadas por algumas cidades contra as propriedades ociosas. 

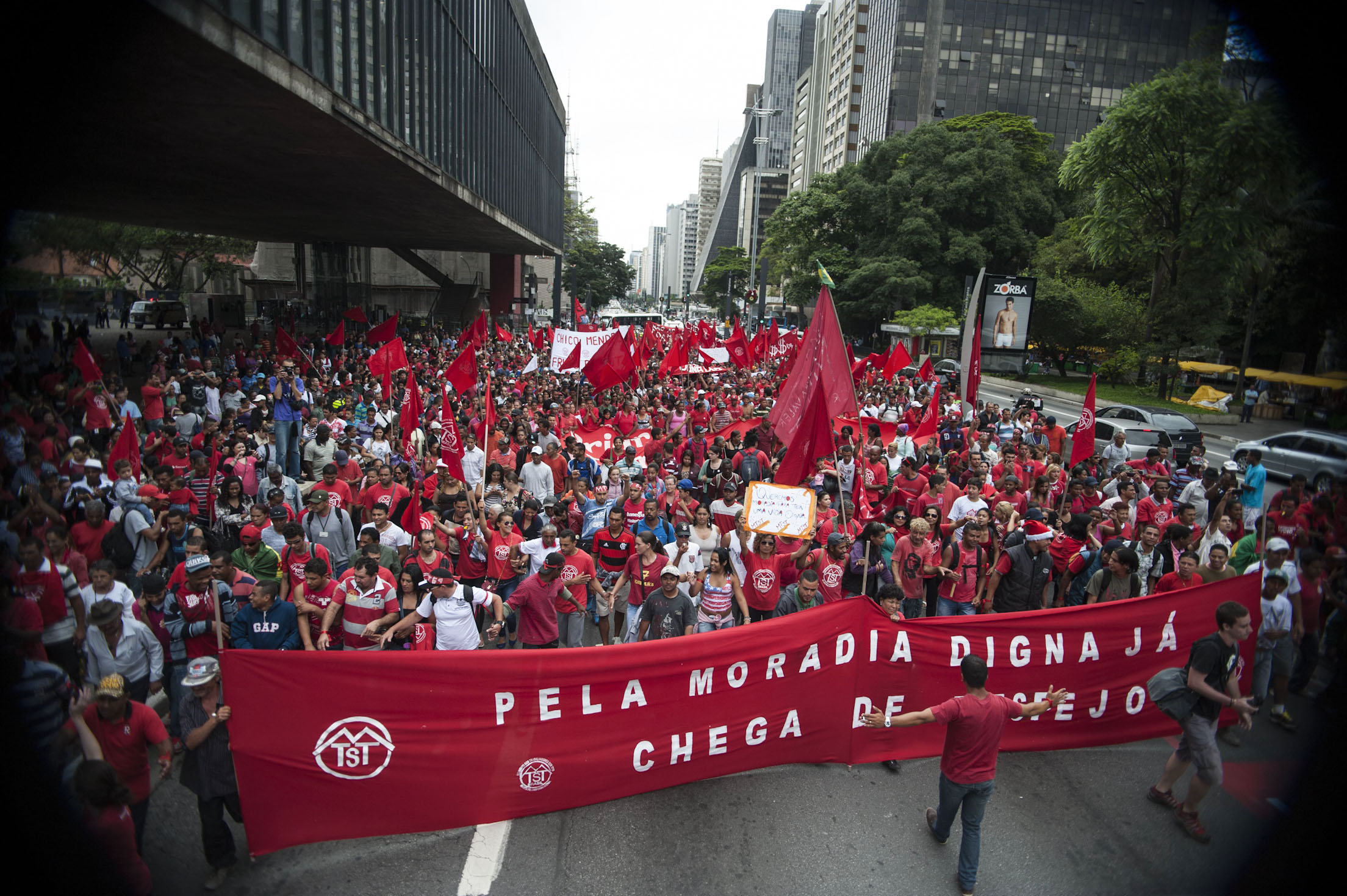
Protesto de sem-teto reivindicando moradias populares na Avenida Paulista, em São Paulo.

Outra pauta trata de assegurar as classes mais baixas o acesso à terra urbanizada e bem localizada, garantindo, também, a posse da moradia das áreas ocupadas por essas populações. Para isso temos por exemplo a regularização fundiária, através de ferramentas como a usucapião, que ganhou com o Estatuto da Cidade uma modalidade urbana, e a demarcação de zonas de interesse social através do Plano Diretor Municipal. Há também mecanismos como a outorga onerosa do direito de construir, que pode resultar em doação de terrenos e obras de infraestrutura e o zoneamento, definido pelo plano diretor, que pode reservar áreas para habitação social, entre outras ações.
Regularizar a posse da terra, entretanto, não deve constar como política pública isolada das outras pautas. Alguns países como o Peru criaram programas de regularização que geraram como efeito colateral o crescimento desordenado. O crescimento desordenado, inclusive, não vem apenas de ocupações irregulares - loteamentos e condomínios regulares acabam promovendo a expansão da zona urbana porém, além de permanecerem isolados, puxam os vetores de crescimento muitas vezes sem o planejamento devido por parte do poder público. Políticas de contenção do crescimento devem fazer parte do planejamento público, que deve prever e incentivar o crescimento e desenvolvimento sustentável das cidades, alinhado com políticas sociais e ambientais.

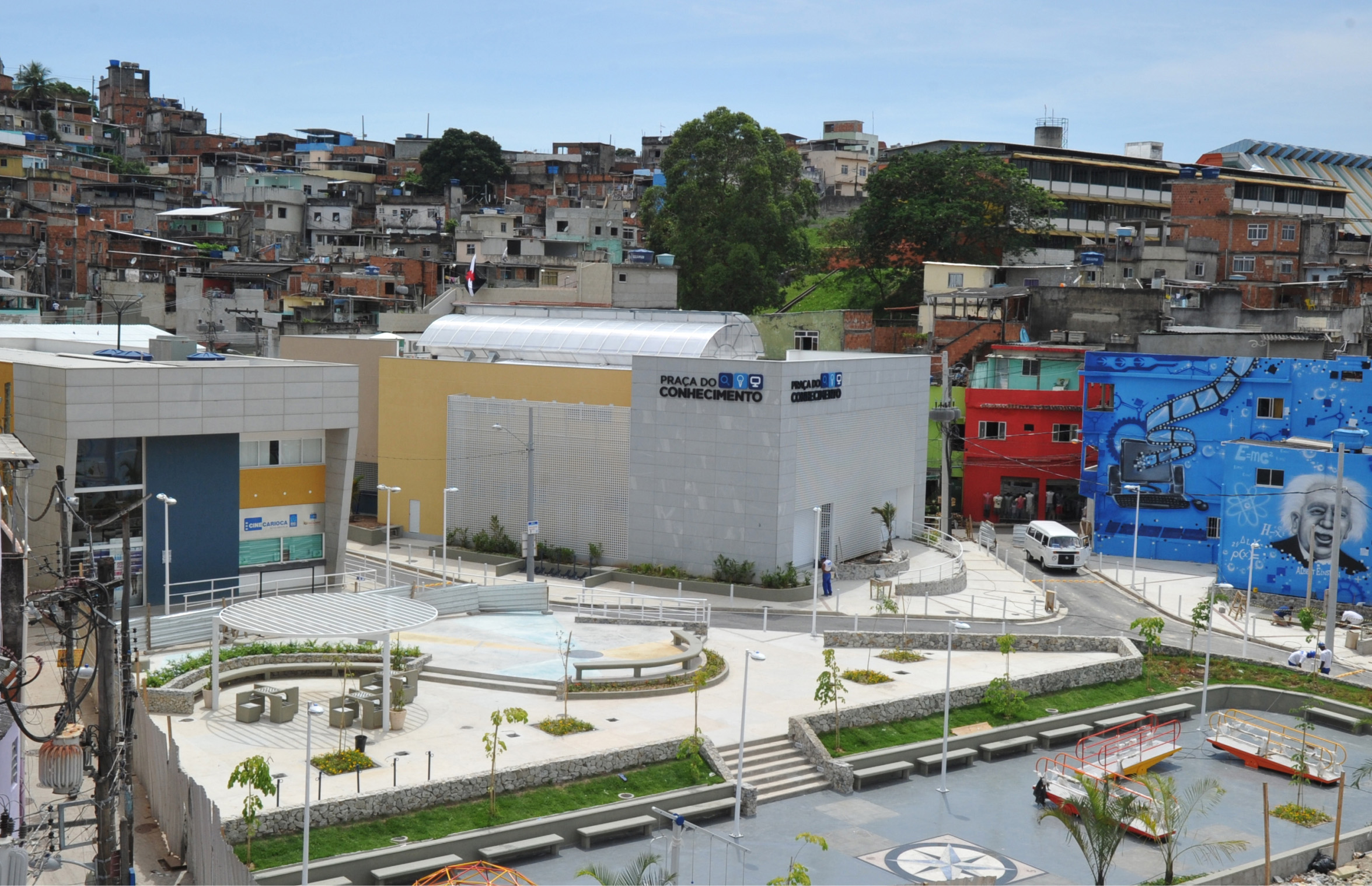
Praça do Conhecimento na Favela Nova Brasília, no Complexo do Alemão, Rio de Janeiro.

### A ampliação e distribuição da infraestrutura urbana
Muitas das pautas da reforma urbana incluem o acesso e o uso dos núcleos urbanos, isto é, as áreas, costumeiramente as mais centrais da cidade, que gozam de privilégios geográficos e de infraestrutura urbana, sendo também as mais valorizadas das cidades. Entretanto, outra pauta importante é a ampliação dessa infraestrutura urbana para áreas periféricas. Isso inclui desde os sistemas urbanos - redes de energia, telecomunicações, água e esgoto - até os serviços públicos como escolas, centros de saúde e centros culturais. Além de garantir o efetivo direito à cidade em toda sua área, uma cidade com uma infraestrutura mais dispersa diminui a necessidade de deslocamentos, contribuindo para a qualidade de vida e a mobilidade urbana.

### A participação de toda a população

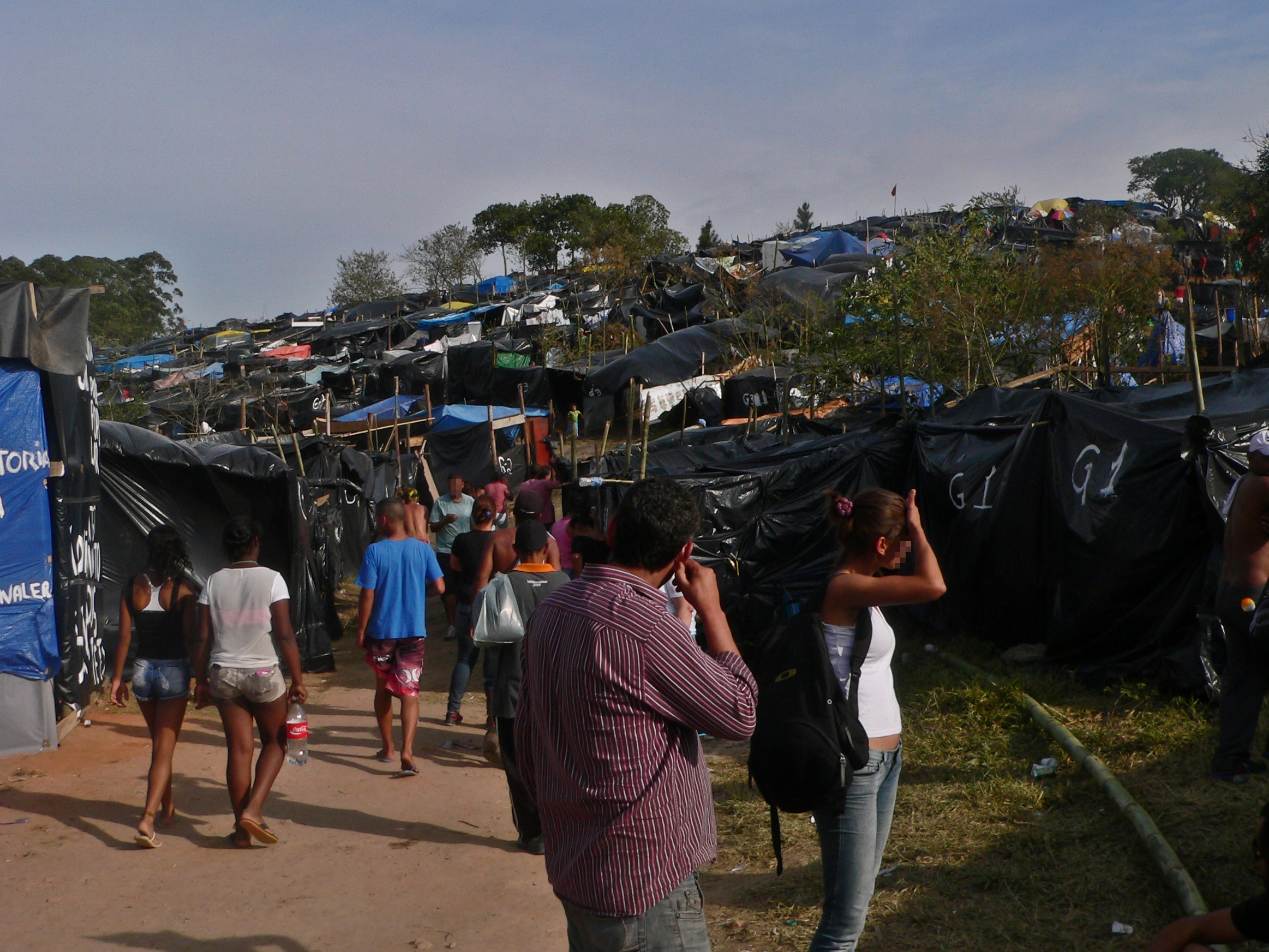
Ocupação do MTST em Carapicuíba, São Paulo.

Há praticamente um consenso entre os estudiosos da cidade que um planejamento feito sem ouvir os usuários da cidade - a população - resulta em cidades problemáticas e principalmente mais desiguais. A participação popular tem, desde meados dos anos 1980, ganhando importância, sendo que a visão das décadas anteriores era tecnocrática - apenas os estudiosos e especialistas deveriam planejar a cidade, resquícios da fase modernista do urbanismo.
A participação popular, no caso, se refere as camadas menos favorecidas, que historicamente não participam do planejamento da cidade. As classes mais altas e setores que as representam sempre foram ouvidos, e continuam sendo até hoje, sendo o grande desafio representar não apenas estas, mas todo o conjunto da população, e garantir discussões e planos benéficos a toda a sociedade, e não baseados apenas em interesses particulares ou coletivos de um setor ou classe. Ainda assim, a população precisa ter o entendimento dos mecanismos para assim fazer com que as demandas sejam entendidas, o que muitas vezes não acontece devido a desmobilização ou a própria dificuldade de compreender as legislações.

A participação popular organizada em movimentos sociais representativos garantiu que alguns planos diretores tivessem suas diretrizes alteradas em muitas cidades, mesmo antes da obrigatoriedade imposta pelo Estatuto - que muitas vezes costuma existir apenas no papel. Não apenas nos planos, mas outras iniciativas populares acabam mudando as cidades, desde os mutirões habitacionais autogeridos onde os moradores se responsabilizam pela gestão do empreendimento indo até as ocupações de terrenos e imóveis ociosos, que acabam obrigando o poder público a lidar com a situação habitacional, incluindo até mesmo o orçamento participativo, criado em Porto Alegre e que ganhou fama mundial.

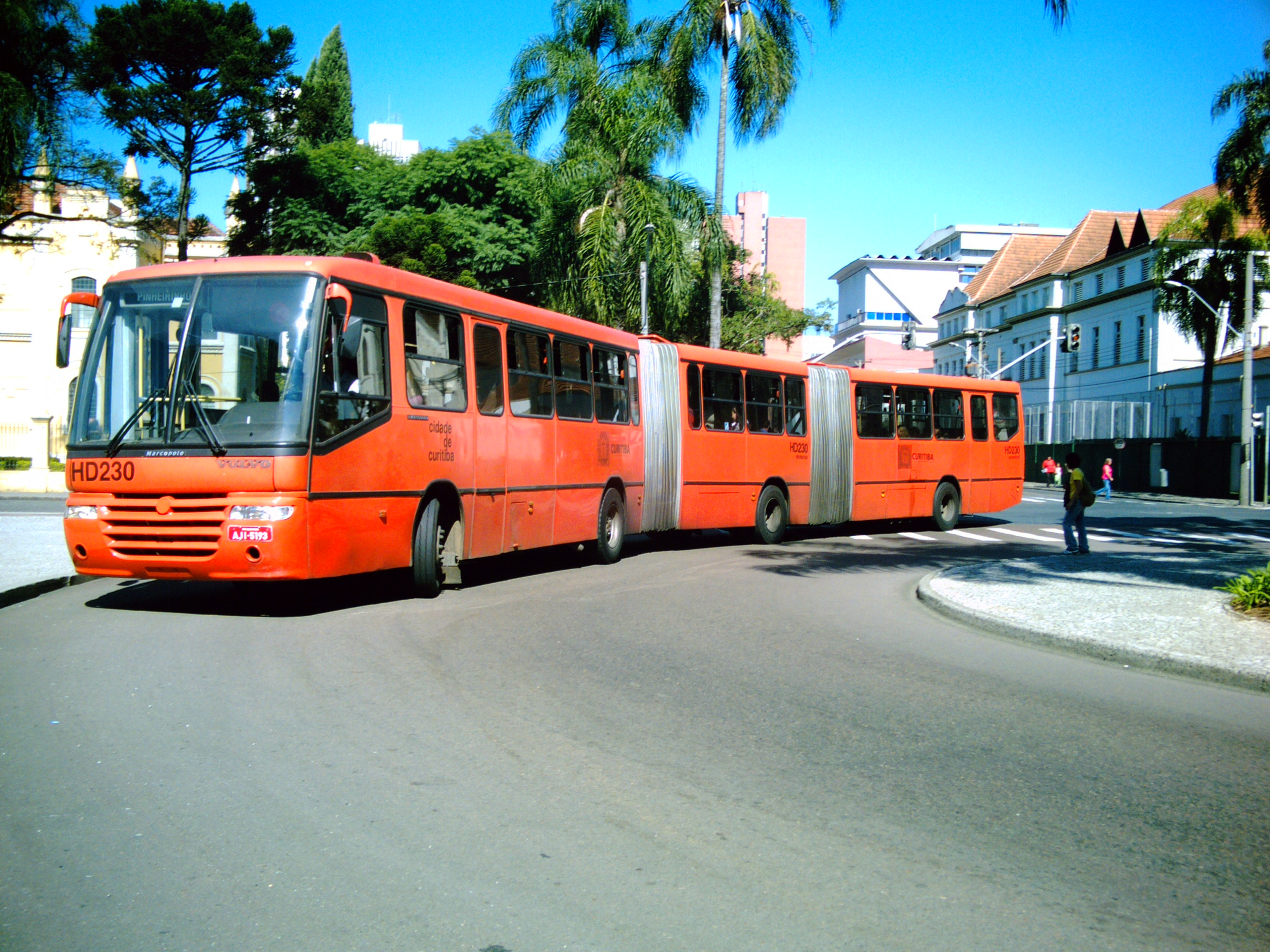
Ônibus do BRT de Curitiba, o primeiro sistema Bus Rapid Transit do mundo. A capital paranense é até hoje citada como um exemplo de prioridade ao transporte público.

### A mobilidade urbana: acessibilidade a cidade
A democratização do espaço urbano passa pelo deslocamento. Para isso, o acesso universal à cidade passa por uma política de mobilidade urbana, que não se refere apenas ao transporte, mas a acessibilidade a diferentes áreas de uma cidade.
Atualmente, no Brasil, as grandes cidades sofrem com anos de uma cultura que prioriza o transporte individual, o que acarretou em cidades urbanizadas para carros com estradas já não comportam mais o tráfego existente. Por outro lado, o carro é visto como um símbolo da ascensão social, se tornando objeto de consumo das classes que não o possuem, tendo ainda como contribuição para tal desfasagem do transporte público. Por outro lado, temos os transportes coletivos de massa e os não motorizados que, em qualquer planejamento urbano, deveriam ser a prioridade - diversos estudos e autores afirmam que as cidades que dão prioridade ao pedestre são melhores para se viver. Entretanto, não é o que acontece - apenas recentemente a situação tem chegado a um ponto insustentável que tem obrigado as cidades a pensar no transporte público com mais atenção.
A mobilidade de uma cidade não se faz isolada das outras pautas. No Brasil, a Política Nacional de Mobilidade Urbana, sancionada em 2012, institucionaliza que a mobilidade esteja integrada com a política de desenvolvimento urbano, habitação, saneamento básico, planejamento e gestão do uso do solo, além de priorizar os modos de transportes não motorizados sobre os motorizados e dos serviços de transporte público coletivo sobre o transporte individual motorizado e garantir a integração destes. Uma mobilidade urbana adequada garante também o direito de ir e vir, outro direito constitucional.

## O direito urbanístico e as cidades
Muitas das pautas da reforma urbana estão respaldados por lei, sendo o grande problema a sua efetiva implementação. A Constituição Federal do Brasil, em seus artigos 182 e 183, trata especificamente da política urbana. Entretanto, apenas com o surgimento do Estatuto da Cidade em 2001 as formas de implementar essas políticas foram regulamentadas. Sua aplicação, porém, depende principalmente dos municípios, que muitas vezes não tem interesse nas pautas da reforma urbana, como se vê na elaboração dos planos diretores.
- Capítulo da Política Urbana da Constituição brasileira no Wikisource.

### Direito à cidade
O direito à cidade, termo cunhado pelo autor Henri Lefebvre no livro homônimo, é a ideia de que todo cidadão tem o direito de usufruir da estrutura e dos espaços públicos da cidade. No Brasil o direito à cidade consta no Estatuto da Cidade, sendo um direito de fato. Historicamente, as populações menos favorecidas tem seu direito a cidade reduzido, ocupando as áreas periféricas, onde muitas vezes falta infraestrutura e urbanização, tendo o acesso a cidade formal dificultado. A reforma urbana contempla em suas pautas o direito à cidade para toda a população, tendo como meta a erradicação da segregação socioespacial.

### Função social da propriedade
A função social da propriedade trata das regras sobre o uso da propriedade, que não é um ente isolado e precisa estar em conformidade com seu entorno e a sociedade onde está inserida. Não é, portanto, uma violação do direito de propriedade, como acusam alguns críticos, e sim da regulação desta, estando prevista na Constituição Brasileira no seu artigo 5. Entretanto, conflitos advindos entre o entendimento do direito absoluto de propriedade, vindo do código civil antigo, e a necessidade que esta cumpra sua função social nunca foram realmente resolvidos, gerando discussões até hoje.
Enquanto parte da cidade, a terra e o imóvel precisam cumprir uma função dentro da sociedade - seja moradia, serviço, lazer, comércio ou outras - e se não cumpre, ela é considerada ociosa. Muitos donos de imóveis e terrenos deixam suas propriedades ociosas, muitas vezes esperando a valorização desta, que acontece através da presença dos serviços públicos e das construções da vizinhança - o que é equivalente a afirmar que a propriedade que não cumpre a função social acaba se valorizando através das que cumprem. Isso torna a terra um dos produtos mais valiosos, visto que não só não perde valor como pode gerar lucro sem exigir nenhum investimento além da compra.
Essa especulação acaba sendo prejudicial as cidades e seus moradores, com terrenos vazios que se tornam vetores de doenças ou criminalidade onde poderiam haver pessoas morando, trabalhando ou gerando renda, e imóveis vazios, que muitas vezes acabam por ser ocupados por quem não tem onde morar. Os ocupantes desses imóveis muitas vezes justificam sua ocupação com o fato de que a propriedade ociosa não estava cumprindo sua função.
O Plano Diretor é o que define em cada cidade qual a função social da propriedade, e é a partir dele que uma prefeitura pode definir as punições para quem não a cumpre. Ações como o IPTU progressivo foram implementadas em algumas cidades como forma de fazer com que a função social da propriedade seja cumprida.

### Estatuto da Cidade e Plano Diretor
A Lei 10.257, de 2001, estabeleceu o Estatuto da Cidade, que regulamenta os artigos 182 e 183 da Constituição, criando uma série de ferramentas para permitir a aplicação das regras estabelecidas pela carta magna.
O Estatuto da Cidade explicita o princípio constitucional das funções sociais da propriedade e da cidade e os outros princípios determinantes da política urbana e cria uma série de instrumentos para a aplicação dos princípios da reforma urbana, incluindo ai ferramentas para a gestão e para a regularização fundiária.
O Estatuto também estabeleceu regras mais específicas para a elaboração dos planos diretores municipais, chamado no documento de instrumento básico da política de desenvolvimento e expansão urbana: além de um prazo de cinco anos para sua elaboração partindo da criação da lei - prazo que acabou sendo adiado até 2008 - uma série de novas regras foram estabelecidas: não só os municípios com mais de 20 mil habitantes seriam obrigados a fazer ou renovar seus planos, como previa o texto da constituição, mas também municípios conurbados, que sejam parte de área de especial interesse turístico ou onde haja atividades com significativo impacto ambiental, ou ainda aquele que queiram utilizar de parcelamento, edificação ou utilização compulsórios de imóvel.
Além disso, os planos precisam agora delimitar as áreas para aplicar o parcelamento, edificação e utilização compulsórios de imóvel; as operações urbanas consorciadas e os direitos de preempção, de transferir o direito de construir, de outorga onerosa do direito de construir e de alterar onerosamente o uso do solo. Além disso, torna obrigatória a participação popular nas discussões por meio de audiências públicas e representações comunitárias e o prazo de dez anos para renovação dos planos. A questão da participação popular, em especial, gerou várias batalhas judiciais em diversas cidades pela elaboração de planos sem a sociedade.

## Implementação das pautas

### Urbanização e regularização fundiária de favelas
Apesar de muitas das chamadas urbanizações serem polêmicas, a requalificação urbanística e social de favelas pode ser uma medida benéfica a população dessas comunidades, em especial quando elas estão bem localizadas na cidade, próximas aos empregos dos moradores e com serviços e equipamentos coletivos nos arredores ou implantados na própria favela. Urbanizações que garantam a regularização fundiária e integrem as favelas a cidade formal, apesar de serem menos comuns do que as que apenas "maquiam" as comunidades, garantem o direito à cidade aos moradores.
Esta estratégia, que tem acontecido mais desde os anos 1990, contrasta com as medidas tomadas em décadas anteriores, que muitas vezes eram apenas expulsos pra longe dos núcleos urbanos, segregando populações e gerando cidades informais periféricas, distantes dos empregos, do lazer e dos serviços públicos. Algumas dessas novas urbanizações até mesmo ajudam na recuperação ambiental de áreas ocupadas.
Dentre os exemplos de urbanização de favelas, temos o Favela-Bairro no Rio de Janeiro, que teve várias fases e apesar de controvérsias, como a participação popular nas decisões que nem sempre acontecia, trouxe avanços como o saneamento básico e serviços públicos a diversas comunidades carentes cariocas, além da mudança de postura do poder público, que no passado definia a favela como "aberração". Outro exemplo foi o PREZEIS, o Plano de Regularização das Zonas Especiais de Interesse Social, do Recife. Criado em 1987, o plano era uma lei que regulamentava Zonas Especiais de Interesse Social, visto que a lei permitia que o poder público realizasse intervenções urbanísticas nessas áreas, mas não havia tomado qualquer iniciativa. Fortemente influenciada pelos movimentos populares, o PREZEIS serviu de exemplo pra regularizações em várias outras cidades do país e estabeleceu a ideia das ZEIS, que depois foi incorporada no Estatuto da Cidade.

### Zonas Especiais de Interesse Social (ZEIS)
As ZEIS são um tipo de zoneamento estabelecido nos Planos Diretores de cada cidade para assentamentos habitacionais de população de baixa renda. Além de regulamentar as ZEIS em comunidades existentes, alguns municípios estabeleceram essas zonas nos núcleos urbanos com o objetivo de inverter a lógica de expulsão das populações mais pobres das áreas centrais.

### Mutirões autogeridos e cooperativas habitacionais
Considerados uma alternativa as respostas do mercado imobiliário e aos programas habitacionais governamentais a questão da habitação popular, os mutirões habitacionais autogeridos foram introduzidos no Brasil nos anos 1980 em São Paulo, onde se encontram suas experiências mais bem-sucedidas. Foram inspirados pelas cooperativas habitacionais do Uruguai, que atuam naquele país desde 1964.
No mutirão autogerido os futuros moradores participam e realizam as várias etapas da construção, aprendem a lidar com o poder público - que financia as obras - com os profissionais da obra e a tomar decisões coletivamente. Verificou-se que as obras das cooperativas populares reduziram os custos da obra entre 40 e 50% aos processos convencionais, realizando prédios sofisticados para o valor aplicado, com estruturas em aço e qualidade arquitetônica.
Foi na esteira dessa ideia que o Programa Minha Casa, Minha Vida criou uma modalidade voltada a cooperativas habitacionais ou mistas, associações e demais entidades privadas sem fins lucrativos, o Minha Casa Minha Vida - Entidades.

### Plano Diretor Participativo

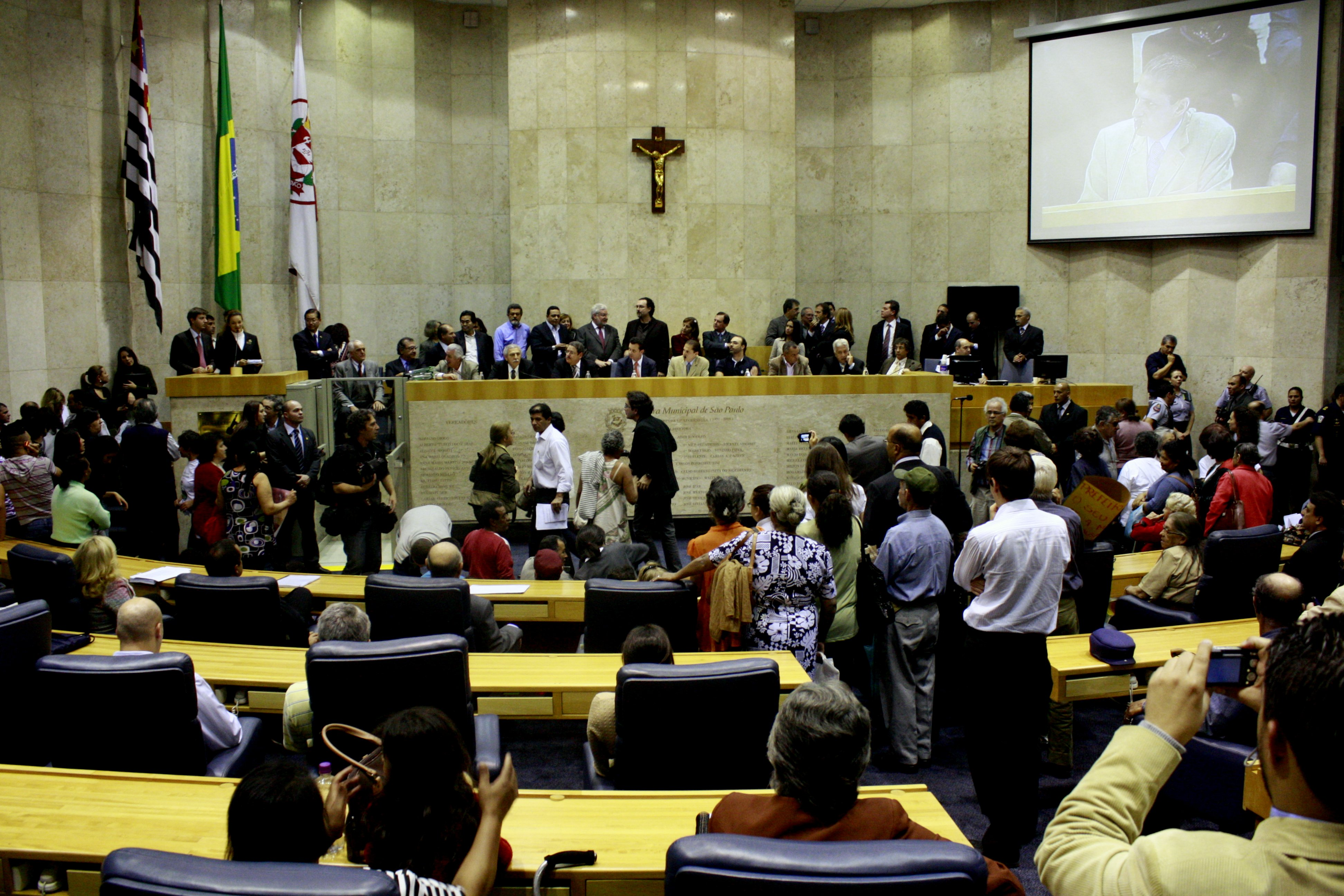
Audiência Pública sobre o Plano Diretor Estratégico na Câmara Municipal de São Paulo.

Após o Estatuto da Cidade, os planos diretores municipais passam a ter, por obrigação da participação e da discussão com toda a sociedade. A aprovação da lei gerou empolgação entre aqueles que lutavam por cidades mais justas, visto que, com a força da lei, poderia ser possível inverter as lógicas de participação nas cidades. Entretanto, diversos planos foram feitos com uma participação popular problemática ou pouco representativa, apenas para cumprir a lei.
Alguns autores como Flávio Villaça comentam que a participação popular real, ou seja, que represente toda a população, é muito difícil devido a articulação das camadas mais populares ser pouca e menos organizada comparada a das classes dominantes, que sempre tiveram os planos jogando a seu favor e que agora, muitas vezes, utilizam das audiências públicas para dar uma falsa sensação de participação, moldando assim a opinião pública e a política. Também não foram poucos os casos em que a sociedade organizada teve de entrar na justiça para impedir o poder público de executar manobras antidemocráticas. Assim, diversos exemplos em todo o Brasil e na América Latina tornam questionável que tipo de participação popular está acontecendo e se ela é benéfica, e ainda casos onde o povo foi ignorado pelo processo, mas, oficialmente, ainda foi considerado participativo.

### IPTU progressivo
Em São Paulo, algumas medidas foram implementadas para garantir a função social da propriedade. Uma delas foi o IPTU progressivo, que aumenta conforme a ociosidade do imóvel, que teve uma primeira tentativa na gestão de Luiza Erundina e foi retomado por Marta Suplicy em 2001, sendo alvo de um imbróglio judicial que terminou em 2010 dando razão a prefeitura da época. Durante a gestão de Fernando Haddad, a prefeitura implementa a lei, mais uma vez encontrando resistência. Seu objetivo era atingir imóveis ociosos nas áreas centrais da cidade, que poderiam ser usados para habitação social mas permanecem abandonados.
Outras cidades do país seguiram o exemplo paulistano e também passaram a estudar a regulamentação do IPTU progressivo, como Curitiba e Joinville. Apenas sete cidades efetivamente aplicaram o imposto, como Maringá e São Bernardo do Campo.

### Operações urbanas consorciadas
Uma instrumento do Estatuto da Cidade para realizar intervenções urbanas pontuais, as Operações Urbanas Consorciadas (OUC) em teoria serviriam para realizar melhorias sociais e valorização ambiental através de um plano urbanístico em escala quase local, através do qual podem ser trabalhados elementos de difícil tratamento nos planos diretores. Entretanto, tem se visto OUCs voltadas para valorizar algumas áreas específicas, causando gentrificação e aumentando a desigualdade, indo contra as pautas da reforma urbana. Um desses casos é o Porto Maravilha, no Rio de Janeiro, que revitalizou a área portuária da cidade, mas fracassou enquanto projeto financeiro e de habitação social.

## Reforma urbana em âmbito internacional
A Conferência das Nações Unidas sobre Moradia e Desenvolvimento Urbano Sustentável, chamada "Habitat", foi criada nos anos 1970 como reação as consequências da rápida urbanização. A primeira conferência foi realizada em Vancouver, em 1976, onde os governos foram incentivados a adotarem uma abordagem territorial às suas estratégias nacionais de desenvolvimento, e envolver organizações da sociedade civil com foco em questões urbanas. Foi também a base da criação do UN-Habitat.
Vinte anos depois, em 1996, é realizada a Habitat II, em Istambul. Essa conferência lança o documento Habitat Agenda, que consolidou o papel da questão urbana no contexto internacional. Em 2002, a campanha global para a boa governança tem como marcas a democracia local e a gestão urbana participativa. Nos anos 2000 também é criada a Aliança das Cidades, composta pelas principais agências multilaterais e bilaterais ligadas a reforma urbana.
Regionalmente, em 2001, no Fórum Social Mundial realizado em Porto Alegre, inicia-se de construção de uma Carta Mundial do Direito à Cidade, por iniciativa do Fórum Nacional de Reforma Urbana e de redes internacionais. O Estatuto da Cidade do Brasil puxou as discussões e com o passar dos anos, inspirou leis similares em diversos países, especialmente os latino-americanos. A difusão do estatuto se espalho não apenas no âmbito governamental, mas também pelos movimentos populares de vários países.
Em 2016 foi aprovada na Habitat III em Quito, a Nova Agenda Urbana, documento aprovado por 193 países, substituindo a Habitat Agenda. O documento pede a promoção de um planejamento urbano e territorial que garanta o uso sustentável do solo e dos recursos naturais, através de cidades compactas, policentricas e com crescimento controlado. Pede também a integração da mobilidade no planejamento urbano e a priorização do transporte ativo sobre o motorizado, o desenvolvimento de espaços públicos e áreas verdes, a promoção da caminhabilidade e do uso da bicicleta, com a melhoria das calçadas e ciclovias, entre outras medidas que contemplam as pautas da reforma urbana, além do incentivo a diversidade e o combate a desigualdade.